# يوشيوكي شينودا
يوشيوكي شينودا (باليابانية: 篠田 善之) (مواليد 18 يونيو 1971)، هو لاعب كرة قدم ياباني سابق كان يلعب كلاعب وسط.

## وصلات خارجية
- يوشيوكي شينودا على موقع رابطة كرة القدم اليابانية للمحترفين (اليابانية)
- يوشيوكي شينودا على موقع قاعدة بيانات كرة القدم.إي يو (الإنجليزية)
- يوشيوكي شينودا على موقع Soccerway.com (الإنجليزية)
- يوشيوكي شينودا على موقع عالم كرة القدم.نت (الإنجليزية)
- يوشيوكي شينودا على موقع كووورة